# Pyrenees (Victoria)
Pour les articles homonymes, voir Pyrénées (homonymie).

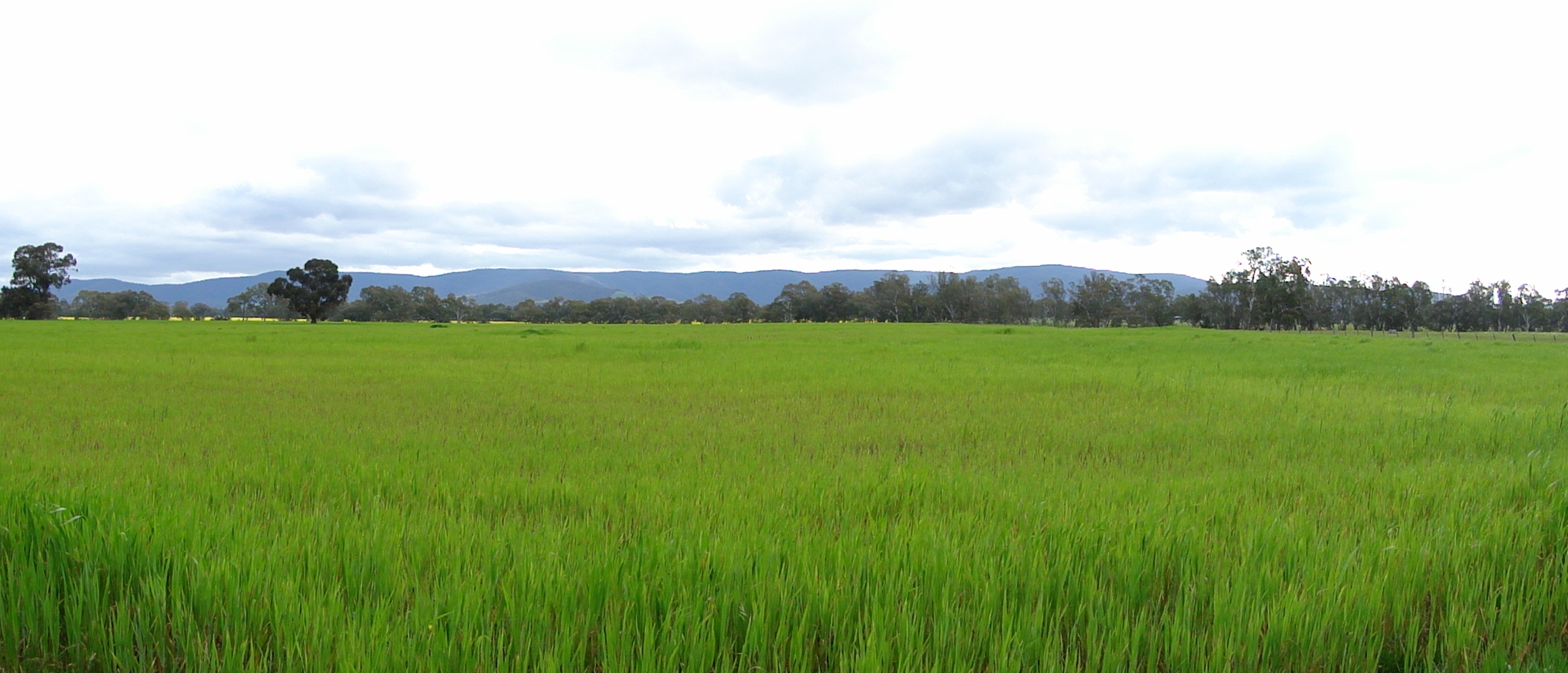
Pyrenees ranges Victoria

Les Pyrenees sont une région de collines au nord-ouest de Melbourne, près de la ville d'Avoca, dans l'État de Victoria, en Australie. Elles furent le lieu d'une ruée vers l'or depuis Melbourne, la Chine et l'Europe dans les années 1850. De nos jours, c'est une région rurale et vinicole.